# Ahmed Khchine
Ahmed Khechine, né le 30 août 1940 à Kairouan, est un réalisateur tunisien. 
Passionné de théâtre et de cinéma, il participe à ces arts en tant qu'amateur et comme animateur de groupes culturels, parallèlement à sa profession d'instituteur. 
Il fonde en 1964 la section de Kairouan de l'Association des jeunes cinéastes tunisiens qui devient la Fédération tunisienne des cinéastes amateurs et tourne son premier court métrage Bonjour oncle Hadj, qui est suivi par d'autres réalisations qui obtiennent plusieurs distinctions.
En 1969, il tourne son premier long métrage : Sous la pluie de l'automne. Celui-ci connaît des difficultés financières lors de son montage et la censure empêche sa sortie pendant six ans, ce qui a pour effet de décourager définitivement le réalisateur. 

## Filmographie
- 1964 : Bonjour oncle Hadj (court métrage)
- 1965 : Jour de chance (court métrage)
- 1966 : Sabra (court métrage)
- 1966 : L'anniversaire de la naissance du prophète (documentaire)
- 1966 : La coopération (documentaire)
- 1967 : La poupée (court métrage)
- 1967 : La rencontre des cavaliers (documentaire)
- 1969 : La renaissance (court métrage)
- 1969 : Sous la pluie de l'automne (long métrage)

## Distinctions
- Médaille de bronze du Festival du film amateur de Kélibia pour Sabra en 1966 ;
- Coupe du Festival de Salerno pour Sabra en 1966 ;
- Faucon d'or du Festival du film amateur de Kélibia pour La poupée en 1967 ;
- Prix des films amateurs du Festival de San Feiu (Espagne) pour La poupée en 1967 ;
- Prix au Festival de Salerno pour La poupée en 1967 ;
- Prix du meilleur film pour les problèmes de l'enfance en République démocratique allemande pour La poupée en 1968.